# Brinje
Brinje falu és község Horvátországban, Lika-Zengg megyében. Közigazgatásilag Glibodol, Jezerane, Križ Kamenica, Križpolje, Letinac, Lipice, Prokike, Rapain Klanac, Stajnica, Vodoteč és Žuta Lokva települések tartoznak hozzá. Lakói többségben ča nyelvjárású horvátok.

## Fekvése
Zenggtől 32 km-re keletre a Lika északnyugati részén, Velebit és a Nagy-Kapela hegység között a Gacka-mező északnyugati részén 481 m magasan fekszik. Itt halad át a régi Jozefina-út (Duga Resa – Josipdol – Žuta Lokva – Zengg) és a korszerű Zágráb – Split autópálya. A község területe földrajzilag ugyan szomszédos a tengermellékkel, ez azonban az éghajlatban nem mutatkozik meg. A község éghajlata ugyanis kontinentális, sőt ez az ország egyik leghidegebb éghajlatú vidéke, amelyet rövid, száraz nyarak és hosszú, csapadékos telek jellemeznek.
Brinje településrészei Blažani, Hobari, Jelići (1900-ig Jelić – Selo), Krznarići-Gerići (1900-ig Krznarić – Selo), Lokmeri, Perkovići Brinjski, Radotići és Rajkovići. A község teljes területe 358,20 km².

## Története
A település nevének eredetére eltérő magyarázatok vannak. Némelyek a borókafenyővel benőtt területet jelentő régi helyi „brnja” szóból eredeztetik, mely növény nagyon gyakori ezen a vidéken. Mások a „brina” szóból származtatják, ami magaslatot jelent.
Brinje területén már a történelem előtti időben is éltek emberek. E terület első ismert lakói az illírek egyik törzse a japodok voltak. Ezt igazolják az 564 méter magas Humac nevű dombon előkerült leletek. Itt erődített település nyomai, egy kettős terasz látható prehisztorikus házak, tűzhely, kerámiák maradványaival, melyeket a japodok által épített Monetium településsel azonosítanak. Monetiumot a görög utazó és földrajztudós Sztrabón említi „Monetion” néven. Az i. e. 2. században élt Appianosz alexandriai görög történetíró is megemlíti.
A japodok az i. e. 9. században tűntek fel a történelemben és virágzó kultúrává fejlődtek kapcsolatban álltak a görögökkel és az etruszkokkal is. A Humac domb közelében egy másik gazdag bronzkori lelőhely található. A Letinac falunál levő Siničić-barlang az újkőkorszakból származó fontos régészeti lelőhely. Itt paleolit vadászok éltek az i. e. 9500 körüli időben. A barlang falán fennmaradt néhány ábra, melyeket eddig még nem sikerült megfejteni. Bár Monetium a római korban is lakott hely maradt jelentősebb római kori leletek itt nem kerültek elő. A birodalom bukása után a Monetium név is feledésbe merült.
A középkorban Brinje vidéke a Gackai zsupánság (a legősibb horvát közigazgatási egység) északi részét képezte. Néhány történész nézete szerint Brinje egykor különálló egységet képezett, majd 1300 körül a Gackai zsupánsággal együtt a vegliai grófok (a későbbi Frangepánok) uralma alá került. Brinje első írásos említése 1343-ban történt „Brigna”, majd "Bregne" alakban.
Brinjén a középkorban több kolostor is állt. Az ágoston rendiekét 1388-ban, a ferencesekét 1506-ban, a domonkosokét 1508-ban említik. A 15. század második felében pálos kolostor is állt a településen. A Frangepánok a 14. század végén építették fel közigazgatási székhelyüket Jelovik várát, melyet később Sokolacnak neveztek. (Mára a vár romokban áll, csak a felújított három emelet magas Szentháromság kápolna áll épen belőle). Sokol vagy Sokolac várát 1411-ben említik először. 1412-ben az ország legjelesebb főuraival együtt itt tartózkodott Zsigmond király.
1424-ben Frangepán IV. Miklós Brinjében látta vendégül Zsigmond királyt és unokatestvérét VII. Erik dán királyt aki jeruzsálemi zarándoklata alkalmával a magyar király vendége volt.
1449-ben a birtokmegosztás során Brinje Frangepán Bertalan és utódainak birtoka lett. Ebben az időben szakadt ki a brinjei uradalom a Gackai zsupánságból és vált önálló közigazgatási egységgé. 
Brinje településként történő első említése 1465-ből Frangepán Bertalan fiának Frangepán VIII. János gróf latin nyelvű, itt kiadott okleveléből való. A középkor folyamán vár alatt és oltalmában a település és piaca gyorsan fejlődött, hiszen a Zenggből Modrusra és az ország belsejébe menő fontos kereskedelmi út mellett állt. A 15. század végétől a török többször támadt a hódoltság területéről Karintia és Stájerország irányába, kifosztva és felégetve az útjába eső területeket. 1530-ban Brinjét is felégette, de a várat elfoglalni sem akkor, sem később nem tudta.
A környező vidék azonban teljesen elnéptelenedett, lakói a biztonságosabb településekre menekültek. Brinje a zenggi kapitányság egyik legfontosabb vára lett. 1537-ben megerősítették és a zenggi kapitány irányítása alá rendelt ötven fős állandó őrséggel látták el. A vár 1542 és 1732 közötti kapitányairól és helyőrségéről a korabeli levelezésből sok fontos adattal rendelkezünk. Az uszkók háborút lezáró 1617-es madridi béke után az uszkókoknak el kellett hagyniuk Zengget és a tengermelléket és közülük sokan katonai szolgálatot vállalva Brinje vidékén telepedtek le. Később Zrínyi Péter horvát bán pravoszláv vallású vlahokat telepített a Brinjéhez tartozó Lučane, Prokike és Vodoteč településekre. A török ellenes harcokban különösen kitűnt a brinjei születésű Marko Mešić aki pap létére a török elleni felszabadító háború egyik vezére lett. 1689-ben a Mešić vezette sereg szabadította fel Novit és a környékbeli településeket. A hadjárat Udbina sikeres felszabadításával ért véget.
A katonai határőrvidék hatóságainak önkényeskedései ellen Brinjén két felkelés tört ki, előbb 1693-ban, majd 1719-ben. A határőrvidék parancsnoksága ugyanis bevezette a teljes élethosszig tartó katonai szolgálatot, mely a terület férfi lakosságának állandó katonáskodást jelentett. A határőrök nemcsak a török elleni harcokban vettek részt, hanem a bécsi udvar európai háborúiban is harcolniuk kellett. A brinjei század többek között részt vett 1848-ban a magyar szabadságharc elleni harcokban is. Az általános elégedetlenség 1746 augusztusában az újabb, immáron a harmadik brinjei felkeléshez vezetett, amelyet vérbe fojtottak és a felkelőket a legszigorúbb büntetésekkel sújtották.
Még ebben az éven átszervezték a határőrvidék katonai igazgatását négy határőrezredre felosztva. Ezek a likai, az otocsáni, az ogulini és a szluini ezredek voltak és amelyek közül Brinje az otocsáni ezred területéhez került. Brinje az ezred egyik századának székhelye lett. 1765-ben a brinjei és a jezeroi századot elválasztották az otocsáni ezredtől és az ogulini ezred parancsnoksága alá rendelték. Ez a beosztás a határőrezredek megszüntetéséig 1881-ig fennmaradt. 1772-ben a határőrvidék hatóságai létrehozták az első népiskolát, ahol a német volt tanítási nyelv. Ez volt Lika első, még Mária Terézia idejében alapított népiskolája. Brinje jelentőségét növelte a Jozefina út (Károlyváros – Josipdol – Zengg) 1775 és 1779 közötti megépítése, amely az útvonal egyik fontos forgalmi és kereskedelmi csomópontjává tette. 1830 körül Brinje teljes lakossága a hozzá tartozó településekkel együtt 2369 fő volt. Magának a településnek 1857-ben 538, 1910-ben 734 lakosa volt. 1881-ben megszüntették a katonai határőrvidékeket és integrálták őket a polgári közigazgatásba. Az ogulini ezred utódja a 79-es császári és királyi gyalogezred lett Otocsán székhellyel.
Brinje a trianoni békeszerződésig terjedő időszakban előbb Lika-Korbava vármegye Zenggi járásához, majd 1892-től a Brinjei járáshoz tartozott. Ezt követően előbb a Szerb–Horvát–Szlovén Királyság, majd Jugoszlávia része lett. Jugoszlávia felbomlása után 1991-ben a független Horvátország része lett. Fejlődésének a Zágráb – Split autópálya megépítése adott új lendületet. 2011-ben a településnek 1486, a községnek összesen 3261 lakosa volt.

## Lakosság
| Lakosság változása | Lakosság változása | Lakosság változása | Lakosság változása | Lakosság változása | Lakosság változása | Lakosság változása | Lakosság változása | Lakosság változása | Lakosság változása | Lakosság változása | Lakosság változása | Lakosság változása | Lakosság változása | Lakosság változása | Lakosság változása |
| ------------------ | ------------------ | ------------------ | ------------------ | ------------------ | ------------------ | ------------------ | ------------------ | ------------------ | ------------------ | ------------------ | ------------------ | ------------------ | ------------------ | ------------------ | ------------------ |
| 1857               | 1869               | 1880               | 1890               | 1900               | 1910               | 1921               | 1931               | 1948               | 1953               | 1961               | 1971               | 1981               | 1991               | 2001               | 2011               |
| 3.250              | 3.344              | 3.544              | 3.596              | 3.743              | 3.779              | 3.750              | 3.627              | 3.245              | 2.961              | 2.486              | 2.310              | 2.048              | 2.049              | 1.707              | 1.479              |

## Nevezetességei
- Sokolac várának romjai[6] a település központjában emelkedő dombon láthatók. A várat a 14. században a Frangepánok építették, első említése 1411-ből származik. Modrus mellett a család egyik legfontosabb birtokközpontja volt. A növekvő török veszély miatt a 16. században a család a királynak engedte át, aki állandó őrséget helyezett el benne. Ezzel a korábbi pompázatos főúri vár a török elleni megerősített végvárrá alakult át. A korábbi palota helyén hengeres ágyútorony épült. A várudvart hengeres és szögletes tornyokkal megerősített magas falakkal vették körül. A kápolna három külső bejáratát elfalazták és falain lőréseket nyitottak. Az új bejárat az újonnan felhúzott falakon belül nyílt. A török bár a környéket többször elpusztította (1530, 1623, 1630, 1661), de a várat sohasem foglalta el. A török veszély elmúltával a vár jelentősége megszűnt. Egy ideig még őrség volt benne, majd elhagyták. A 19. század folyamán az elhagyatott épület romjait a környék lakossága építőanyagnak hordta el. Legépebben maradt része a várkápolna volt, amelyet a helyi plébánia vett át, azonban a földrengések ezt is súlyosan megrongálták. 1917-ben a legsúlyosabban megrongálódott részeit rendbetették, a II. világháborúban azonban a sekrestyét bombatalálat érte és romba dőlt. Súlyosan károsodott a tetőszerkezet is. Az 1960-as években egy újabb földrengés következtében a keleti homlokzat rongálódott meg. A helyreállítási munkálatok 1982-ben kezdődtek el és lényegében máig is tartanak. 2007 júniusában a kápolnában a horvát történeti múzeum rendezésében állandó kiállítás nyílt Drago Miletić összeállításában „Plemićki grad Sokolac“ (Sokolac nemesi vára) címmel a Frangepánok szerepéről a horvát történelemben.
- A vár Szentháromság tiszteletére szentelt gótikus kápolnája a horvát építészet remeke, mely a várral egy időben épült. 1653-ban felújították, ennek során új padozatot kapott és régi gótikus szárnyas oltárát is új, szűkebb és magasabb manierista stílusú oltárra cserélték. Ebbe komponálták bele a valószínűleg a régi oltáron állt, 1430 körül készített gótikus Madonna a gyermekével és a Piéta szobrokat.[3] A sírbolt gótikus boltozatán és az emeleti részen a Frangepánok és a Garai család kőből faragott címerei láthatók, cseh mesterek munkái.
- A Nagyboldogasszony tiszteletére szentelt plébániatemplomát 1700 körül építették a Szűz Máriának szentelt 15. századi kolostortemplom maradványain. Egyhajós épület sokszögletű szentélyzáródással. Harangtornya a homlokzat felett emelkedik. A templom legrégibb emléke Matija Čubranić 1511-ből származó sírkőlapja. Egy a 16. századból származó glagolita feliratos kőtábla is található itt.[3] Bejárata előtt Marko Mesić szobra áll.
- Szent Fábián és Sebestyén tiszteletére szentelt kápolnája[7] a 14. században épült késő román stílusban. A település központjában a 23-as számú főút mellett áll. Egyhajós épület lekerekített szentéllyel, homlokzatán harangtoronnyal, előtte zárt előtérrel. Jelenleg restaurálás alatt áll, ezért zárva van.[3]
- A Humac-domb lábánál álló Szent Vid kápolna[8] is a település legrégibb szakrális építményei közé tartozik. A 14. században építették gótikus stílusban, csúcsos alakú szentéllyel. A homlokzatán két kőből faragott címer látható, balra a Frangepánoké, jobbra a duinói grófoké. A torony falába egy kőből faragott medvefej van beépítve. A szabálytalan alaprajzú torony a középkori kápolna legrégebben fennmaradt része.[3] Ma temetőkápolnaként működik.
- A település határában egy kétszáz éves kőhíd[9] ível át a Gata-Jaruga-patakon. A hidat 1801-ben építették brinjei és tengermelléki építő- és kőművesmesterek. A hídon napóra található.[3]
- A brinjei bányászok emlékműve Kosta Angeli Radovani akadémiai szobrászművész alkotása. A brinjei bányászok szerte Európa számos út és alagútépítésén dolgoztak és szereztek maguknak hírnevet.[3]
- A faluban az út mentén egy fából készült malom[10] található. Egy téglalap alaprajzú, 7,25 x 4,15 m méretű épület, amely két faragott kőből épített alapzatra támaszkodik. A malom nyeregtetős tetőszerkezettel van lefedve, míg a tető oromzata függőlegesen elhelyezett deszkazsaluzatból készült. A malomüzem két egységből (kerekekből) áll, amelynek szinte minden elemét megmaradt. A malomban ládák szolgáltak a liszt tárolására. A népies építészet ezen épületének műemléki értéke a jó állapotban történt fennmaradásában rejlik, ami minden bizonnyal ritka eset a Lika térségében, ami elsősorban társadalmi-gazdasági tényezőkkel (kihalás és elnéptelenedés) magyarázható.
- Urunk színeváltozás tiszteletére szentelt temploma[11] 1933-ban épült. Egyhajós épület, amelynek főhomlokzata északnyugati tájolású, mérete 24,80 x 15,60 m, a kőfal által határolt cinktóriumon belül háromkaréjos szentéllyel. A főhomlokzat felett nyolcszögletű harangtorony emelkedik, melyet a falkoszorúk három, felfelé  keskenyedő zónára osztanak. Az első zóna felületeit függő árkádok tagolják. A második zónában, amelynek kialakítása és díszítése az első zónával egyező, a félköríves és vaknyílások ritmikus váltakozása tagolja, a harmadik zónában pedig nyolc kisebb félköríves nyílással tagolódik. A templomot azután építették, hogy miután a közeli Lucani templomot lebontották az ortodox egyházközösség ismételten kérte, hogy építsenek egy ortodox templomot Brinjében. Az épület kiemelkedik monumentalitásával és az eredeti terv elemeinek megőrzésével.

## Híres emberek
- Marko Mesić (1640-1713) pap, Lika török alóli felszabadítója, horvát nemzeti hős.
- Itt született 1973. december 15-én Željko Holjevac történész

## Galéria
- Sokolac várának romja
- A várkápolna
- A várkápolna
- Brinje látképe
- A Szent Fábián és Sebestyén kápolna
- Glagolita tábla a plébániatemplomban
- Marko Mesić szobra
- A brinjei bányászok emlékműve